# Drosophila mexicana
Drosophila mexicana är en tvåvingeart som beskrevs av Macquart 1843. Drosophila mexicana ingår i släktet Drosophila och familjen daggflugor.
Artens utbredningsområde är Mexiko.